# Токар Володимир Всеволодович
Володимир Всеволодович Токар (1911 — червень 1942, Тихорєцьк, Краснодарський край, СРСР) — український радянський футболіст, півзахисник.

## Біографія
Захищав кольори одеських клубів «Канатники», «Динамо», «Харчовик» і «Спартак». Учасник першої гри одеситів в еліті радянського клубного футболу: 12 травня 1938 року проти ленінградського «Динамо» (1:1). Всього провів у групі «А» чемпіонату СРСР 54 матчі, у кубку — 4 матчі (1 гол).
Під час Другої світової війни служив у Червоній Армії. Загинув під час повітряної атаки на залізничну станцію Тихорєцька (Краснодарський край).